# موجان
موجان، روستایی است از توابع بخش خلجستان در استان قم ایران. روستای موجان ۸۰۰ سال سابقه دارد دو  دروازه داشته که ورودی و خروجی آن بوده است. به علت اینکه درختان انگور در آن زیاد بوده است به این روستا موجان می گویند . زبان اصلی آنها خلجی می باشد و حدود ۸۲ کیلو متر با استان قم فاصله دارد . اکثر مردم این روستا کشاورز و باغدار می باشند و محصول اصلی آن انگور و شیره ی انگور می باشد.

## جمعیت
این روستا در دهستان دستجرد (قم) قرار دارد و براساس سرشماری مرکز آمار ایران در سال ۱۳۸۵، جمعیت آن ۱۷۰ نفر (۶۳خانوار) بوده‌است.